# José Victoriano Betancourt
José Victoriano Betancourt (Guanajay, 1813-Córdoba, 1875) fue un poeta, jurista y escritor de costumbres cubano.

## Biografía
Nació en febrero de 1813 en Guanajay, muy joven fue llevado a La Habana, de donde eran sus padres, y allí comenzó su educación primaria. En 1824 ingresó en el Real Seminario de San Carlos. Cursó Derecho Patrio y Romano y se graduó de bachiller de ambos el 12 de agosto de 1832 y de abogado en 1840. En 1841 se estableció en Matanzas, donde residió hasta 1860. Se vio obligado a exiliarse en México en 1869, a causa de la guerra de los Diez Años. Allí fue juez de primera instancia. Falleció en abril de 1875, el día 16, en la ciudad mexicana de Córdoba.
Su carrera literaria habría comenzado en 1826. Betancourt, que cultivó la poesía y los artículos de costumbres, colaboró en el Diario de La Habana de 1829 a 1835, en la Siempreviva, que corredactó hacia 1838 junto con Bachiller, Costales y Suzarte, en la Cartera Cubana (1837), en El Artista (1849), Flores del Siglo (1852), Aguinaldo Habanero, Brisas de Cuba (1855), Flores de Mayo, Siglo y Ofrenda al Bazar (1864). Fue corredactor de El Yumurí junto con José de Armas y luego de la Aurora del Yumurí, además de fundar y corredactar en Matanzas en 1847, con Miguel T. Tolón, el literario Aguinaldo Matancero. En México solo publicó algunas cartas jocosas, un artículo en prosa y un apólogo.